# Лос-Серрильос (Уругвай)
Лос-Серрильос (исп. Los Cerrillos) — город на юге Уругвая, на территории департамента Канелонес.

## География
Город находится в юго-западной части департамента, восточнее реки Санта-Лусия, на высоте 56 метров над уровнем моря.
Лос-Серрильос расположен на расстоянии приблизительно 10 километров к юго-западу от города Канелонес, административного центра департамента и на расстоянии 25 километров к северо-северо-западу (NNW) от Монтевидео, столицы страны. Ближайший гражданский аэропорт расположен в городе Монтевидео.

## История
Лос-Серрильос был основан 3 августа 1896 году. Был возведён в статус сельского населённого пункта (Pueblo) 5 июля 1907 года. Получил статус малого города (Villa) 23 октября 1958 года. Получил статус города (Ciudad) 20 июля 1971 года.

## Население
По данным переписи 2011 года, население составляло 2 508 человек.
| Год  | Население |
| ---- | --------- |
| 1908 | 5 010     |
| 1963 | 1 185     |
| 1975 | 1 601     |
| 1985 | 1 763     |
| 1996 | 1 916     |
| 2004 | 2 080     |
| 2011 | 2 508     |

Источник: Instituto Nacional de Estadística de Uruguay